# FM-95A
El FM-95A (Férreo Mexicano 1995 de la Línea A) Fue el segundo modelo de tren de rodadura férrea del Metro de la Ciudad de México, diseñado y construido por Bombardier Transportation México y CAF en México.  
En los trenes férreos la alimentación es por catenaria con 750 VCD (en forma similar a los trolebuses, por medio de un cable de cobre o aluminio, soportado con aisladores) y la toma de alimentación es por medio de un mecanismo de pantógrafo, con un patín de rozamiento de carbón. Las ruedas metálicas, en acero forjado, realizan la misma función de guiado y transmiten los esfuerzos de tracción - frenado.
Cada carro está soportado por dos carretillas tipo férreo, cada una consta de dos ejes en cuyos extremos se encuentran fijas dos ruedas metálicas, mismas que ruedan sobre rieles metálicos de tipo ferroviario, las ruedas además de soportar la carga del vehículo, sirven para el guiado de los trenes así como para su desplazamiento.
Los trenes estuvieron un tiempo en servicio pero la falta de refacciones hizo que se fueran haciendo menos y quedando fuera de servicio dejando todo el trabajo a los FM-86 y a los recién llegados FE-07.
Están guardados en los talleres de La Paz debido a que ya están dados de baja para echarlos a andar, esto debido a la falta de sus piezas y todo lo que pudiera utilizarse se les era retirado (incluso las pocas piezas intercambiables con FM-86).
La carretilla tiene un sistema de frenos de disco en cada eje, en ambas caras del disco actúan las guarniciones de frenado del tipo semimetálico (compuesto químico), el frenado funciona a base de aire comprimido.
La alimentación de los carros motrices se efectúa a través del Pantógrafo ferroviario (equipo montado en el techo de los carros que tiene movimiento ascendente y descendente) el cual se mantiene en contacto durante el movimiento de los trenes con el hilo de contacto de la catenaria compuesta (se trata de un sistema de alimentación, cuya función es proporcionar energía eléctrica a trenes en movimiento, se encuentra conformada por 7 hilos sujetos a péndulos y arneses que permiten su fijación a postes a lo largo de la Línea).
Series motrices: FM.0041 al FM.0066
Se les hizo una extensión de 6 a 9 carros. Los cambios aplican a los trenes FM.57/FM.58 Y El FM.53/FM.54. Y además, estuvieron en servicio junto a las motrices FM.43/FM.44 y FM.63/FM.64 (estas dos siendo de seis carros), lo que daba a un total de 4 trenes.
Sin embargo pese al procedimiento para recuperar la flota, este no se logró, por lo que los 4 trenes que quedaban en servicio, dejaron de circular de manera indefinida. No se sabe con exactitud, cuando volverán a circular debido a la falta de refacciones.

## Componentes

### De diseño
- Acabado exterior de color azul, con franjas color naranja.
- Acabado interior de color azul-aguamarina
- Aviso de cierre de puertas sonoro
- Filas de seis asientos, color aguamarina en exterior y color azul celeste en interior, coderas entre los extremos de la fila, de color azul celeste.
- Puertas de acceso eléctricas, de doble hoja de aluminio y accionamiento NE, con barras verticales de caucho entre las puertas
- Sistema de aviso de estaciones y cierre de puertas.
- Sistema de control y supervisión (vigilancia)
- Sistema de palancas de alarma en caso de peligro
- Sistema de pantallas eléctricas para diferentes avisos a usuarios
- Sistema de sujeción para los usuarios más extenso

Tren FM-0057/FM-0058, tras la conversión a 9 carros, notése su etiqueta de advertencia.

- Tren FM-0057/FM-0058, tras la conversión a 9 carros, notése su etiqueta de advertencia.Sistema de ventilación (motoventiladores de aluminio), exterior formado de una base de cinco aros de aluminio de color aguamarina

### De construcción
- Alimentación: 750 VCD
- Altura de piso: 1 140 mm
- Altura del vehículo: 3 840 mm
- Ancho de vía: 1 435 mm
- Anchura exterior: 2 800 mm
- Composición: Seis coches: FM-FR-FN-FN-FPR-FM
- Capacidad: 1360 personas como máximo
- Estructura de caja: Aluminio
- Longitud: 110 m
- Paso libre de puertas: 1,5 m de ancho por 1,9 m de altura
- Puertas por costado: 28 (4 por coche)
- Aceleración servicio (m/s²): 1,2
- Deceleración emergencia (m/s²): 1,3
- Deceleración servicio (m/s²): 1,1
- Plazas de pie por tren (6p/m²): 1,045
- Potencia total: 4 065 kW
- Potencia total de tracción: 3 400 kW
- Total plazas: 1 471
- Velocidad máxima: 85 km/h (52.8 Mph)
- Velocidad máxima de servicio: 80 km/h (49,7 Mph)

## Líneas asignadas
- Línea  (1998-2020)